# عاشقی آسان نیست (اما یقیناً به‌قدر کافی دشوار است)
«عاشقی آسان نیست (اما یقیناً به‌قدر کافی دشوار است)» (انگلیسی: Love Isn't Easy (But It Sure Is Hard Enough)) یک ترانهٔ کانتری راک از ابرگروه موسیقی پاپ آبا است که در سال ۱۹۷۳ منتشر شد. این ترانه برخلاف کارهای دیگر این گروه در سوئد منتشر نشد، ولی در سایر کشورهای اسکاندیناوی انتشار یافت.
این ترانه دعواها و اختلافات رایج میان عشاق را وصف می‌کند، و اگرچه به نظر می‌رسد عنوان آهنگ با این موضوع متناقض است، اما بسیار بعید است که اشاره دوپهلویی به رابطه جنسی‌ای باشد که برخی‌ها بدان اشاره کرده‌اند.